# Ilex vesparum
Ilex vesparum är en järneksväxtart som beskrevs av Julian Alfred Steyermark. Ilex vesparum ingår i släktet järnekar, och familjen järneksväxter. Inga underarter finns listade i Catalogue of Life.